# Lychen
Lychen is een gemeente in de Duitse deelstaat Brandenburg, en maakt deel uit van de Landkreis Uckermark. De y in de plaatsnaam dient als ü te worden uitgesproken, de lettergreep -chen ongeveer als in het Duitse  woord Mäd-chen ([ˈlyːçən]).
Het stadje Lychen, dat de status van Staatlich anerkannter Erholungsort heeft, telde ten tijde van de meest recente statistiek 3.154 inwoners.

## Stadsdelen
- De Kernstadt, waartoe ook de zuidelijke wijk Hohenlychen behoort; tot de Kernstadt worden ook de dorpjes en gehuchten Küstrinchen, Seeberg, Tangersdorf en  Türkshof gerekend.
- Rutenberg met het bewohnte Gemeindeteil (gehucht) Eichhof; 5 km ten noorden van het stadje zelf
- Retzow met de gehuchten Kastaven, Sähle en Wurlgrund; 5 km ten noordwesten van het stadje zelf
- Beenz met de gehuchten Marienheim en Stabeshorst; 4 à 5 km ten noordoosten van het stadje zelf.

Rutenberg, Retzow en Beenz kwamen per 1 januari 2002, in het kader van gemeentelijke herindelingen, aan de gemeente Lychen. Sinds mei 2013 voert de stad de  officiële bijnaam Flößerstadt (houtvlottersstad).

## Geschiedenis

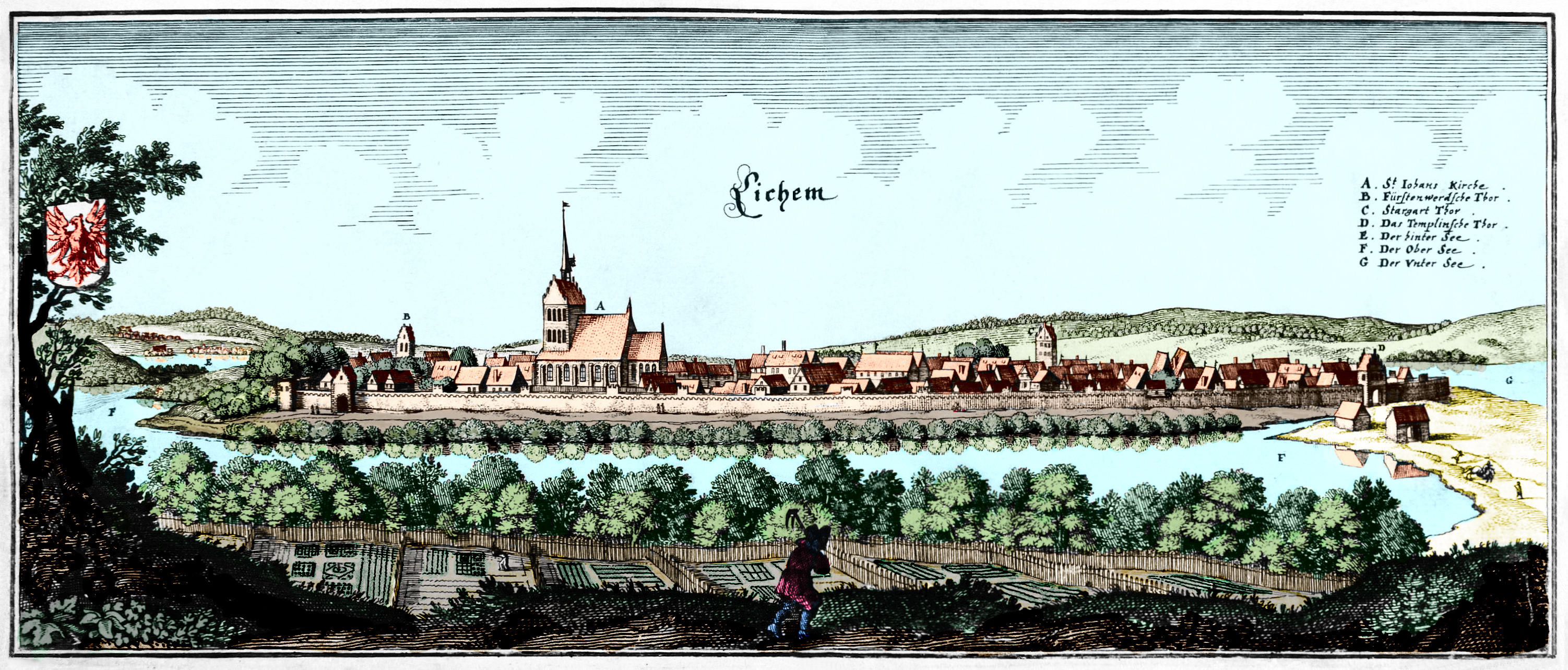
Merian-prent van Lichem (Lychen) van omstreeks 1652
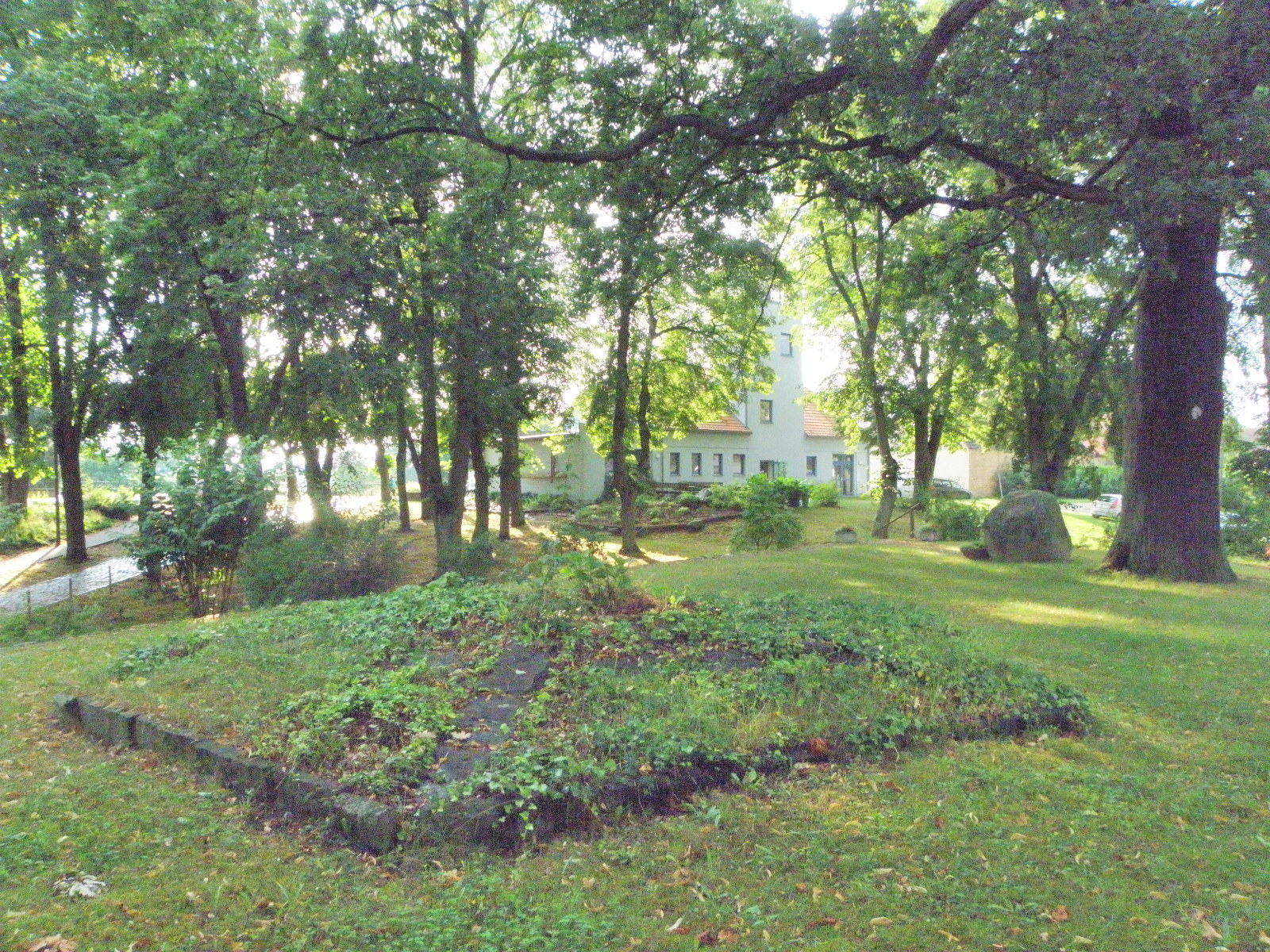
Voormalige Joodse begraafplaats
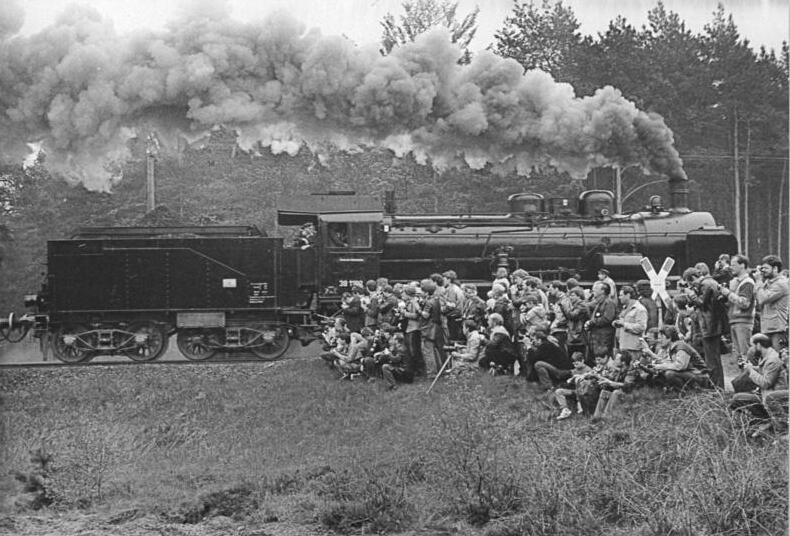
Stoomtrein (1986) bij Tangersdorf, gemeente Lychen
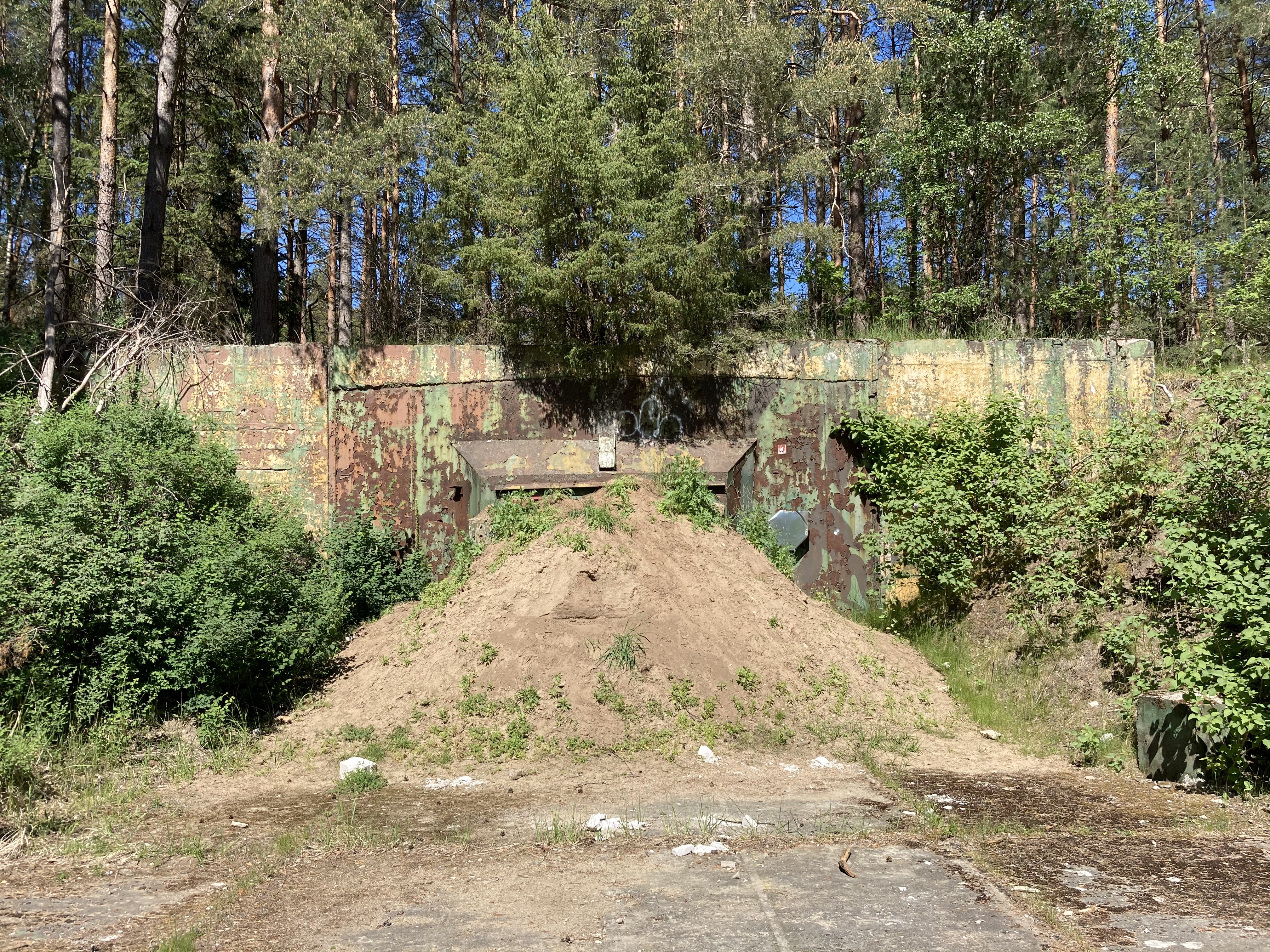
Voormalige bunker op het Sovjet-Russische militaire terrein

In de 5e en 6e eeuw vestigden zich in de door Germanen verlaten Uckermark mensen, die tot Slavische volkeren behoorden. Tussen de 10e en 13e eeuw werd de streek, in het kader van de oostkolonisatie, herbevolkt met mensen uit het westen en noorden van het Duitse Rijk, ook uit Vlaanderen. Dezen stonden onder bestuur van o.a. de Ascaniërs, de eerste markgraven van de Mark Brandenburg. Markgraaf Johan I van Brandenburg stichtte de stad Lychen in 1248. Gedurende de middeleeuwen had het klooster Himmelpfort, bij het huidige Fürstenberg/Havel, veel invloed en grondbezit.
De streek lag in een grensregio tussen Pommeren, Mecklenburg en de Mark Brandenburg. Regelmatig was de Uckermark toneel van kleine oorlogen tussen deze drie landen. Bij één zo'n oorlog, in 1440, werd o.a. het dorp Retzow verwoest. 
Van 1302 tot omstreeks 1442, toen  markgraaf Johan van Brandenburg-Kulmbach het gebied heroverde, lagen Lychen en omgeving in Mecklenburg, nadien weer in de Mark Brandenburg.
Sinds de Reformatie in de 16e eeuw zijn verreweg de meeste christenen in Lychen en omgeving protestants. Tenzij anders aangegeven, zijn alle in dit artikel vermelde kerkgebouwen in de gemeente tot op de huidige dag evangelisch-luthers.
Ook in de Dertigjarige Oorlog (1618-1648) had de Uckermark van o.a. plunderingen door bezettende legers, pestepidemieën en een grote brand in 1648 te lijden. In de gehele regio werden dorpen tussen 1400 en 1650 opgegeven, soms ook als gevolg van misoogsten. In de 18e eeuw, toen de Mark Brandenburg de facto Pruisisch werd, kwamen betere landbouwmethoden in gebruik, en de overheid subsidieerde nieuwe kolonies, waartoe oude dorpen opnieuw werden gesticht. Dat is ook in de huidige gemeente Lychen gebeurd. 
In 1732 werd Lychen door een stadsbrand grotendeels verwoest. Gedurende de Zevenjarige Oorlog (1756-1763) was Lychen tijdelijk door Zweedse troepen bezet.
Over een excentrieke inwoner van Lychen, een zekere August Kirsten, wordt door velen beweerd, dat hij er omstreeks 1900 de punaise zou hebben uitgevonden. Een voormalig fabriekje van punaises, op het adres Stabenstraße 25, huisvest de plaatselijke oudheidkamer.
Van 1899 tot 1996 was Lychen per trein bereikbaar, over een kleine spoorlijn tussen Fürstenberg/Havel en Britz (Barnim). In de periode daarna groeide het plaatsje sterk door de aanwezigheid van de sanatoria. Er kwam met voorrang nieuwe infrastructuur, zoals telefoon- en elektriciteitsaansluitingen, en voor de dokters, verplegers e.d. in de sanatoria was een nieuwe woonwijk nodig.
Ook in Lychen werden ten tijde van het Derde Rijk de Joden wreed vervolgd. In november 1938, tijdens de Kristallnacht, werd de synagoge verwoest, en later hun begraafplaats geschonden. Geen enkele der joden uit Lychen overleefde de holocaust.
Van 1949 tot 1990 lag Lychen in de DDR. Van 1968 tot 1990 hadden de Sovjet-strijdkrachten in Duitsland tussen Fürstenberg en Lychen een speciaal wapendepot Himmelpfort, ook wel genaamd 4001, Fichte of Lychen II, waar zij vermoedelijk ook kernwapens opgeslagen hebben gehad. In de DDR-periode beschikte de fabriek Messingwerk te Eberswalde-Finow aan het meer Zenssee over een groot vakantiekamp, bedoeld voor de kinderen van de fabrieksarbeiders.

## Sanatoria te Hohenlychen

Sanatorium Hohenlychen
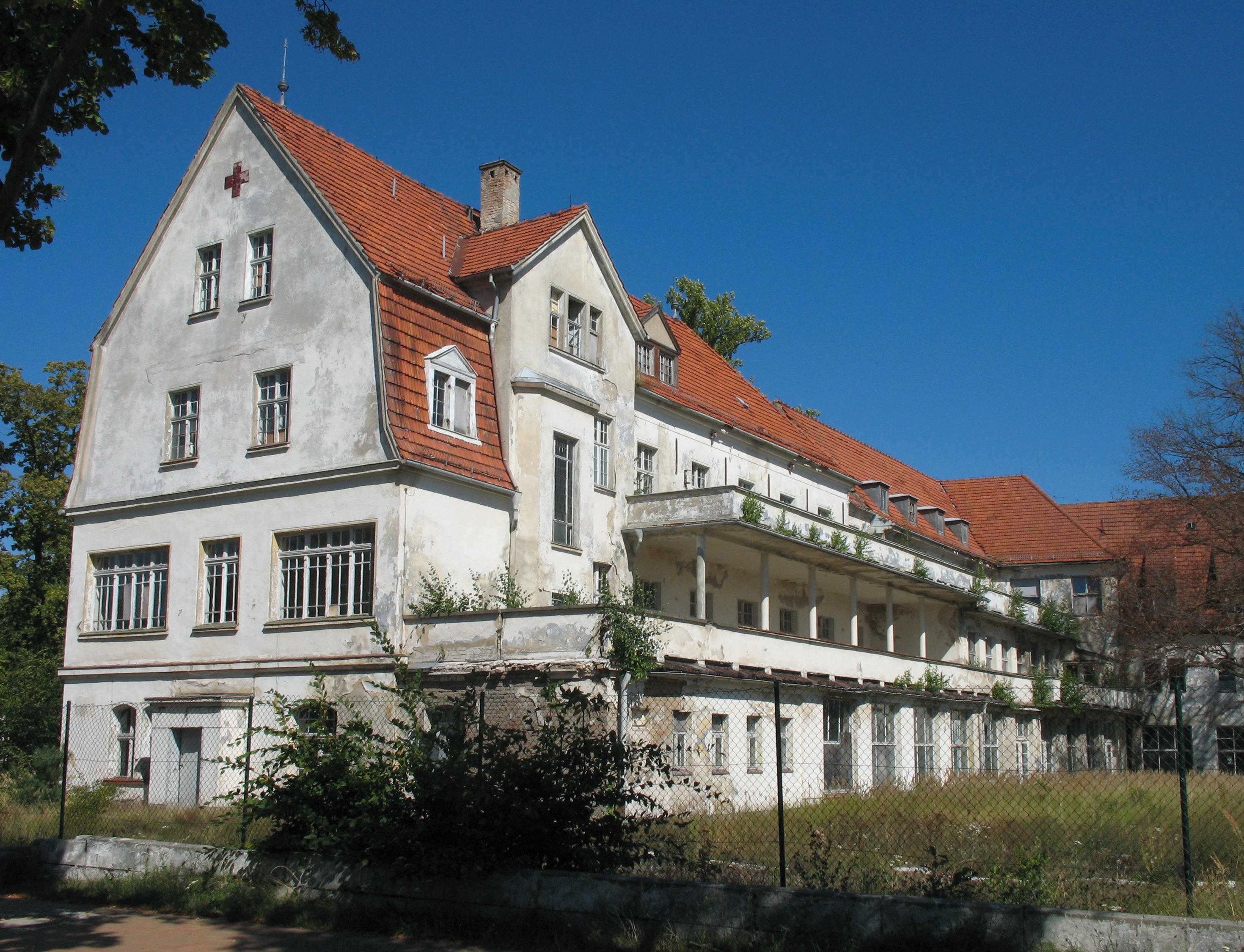
Gebouw 11 b
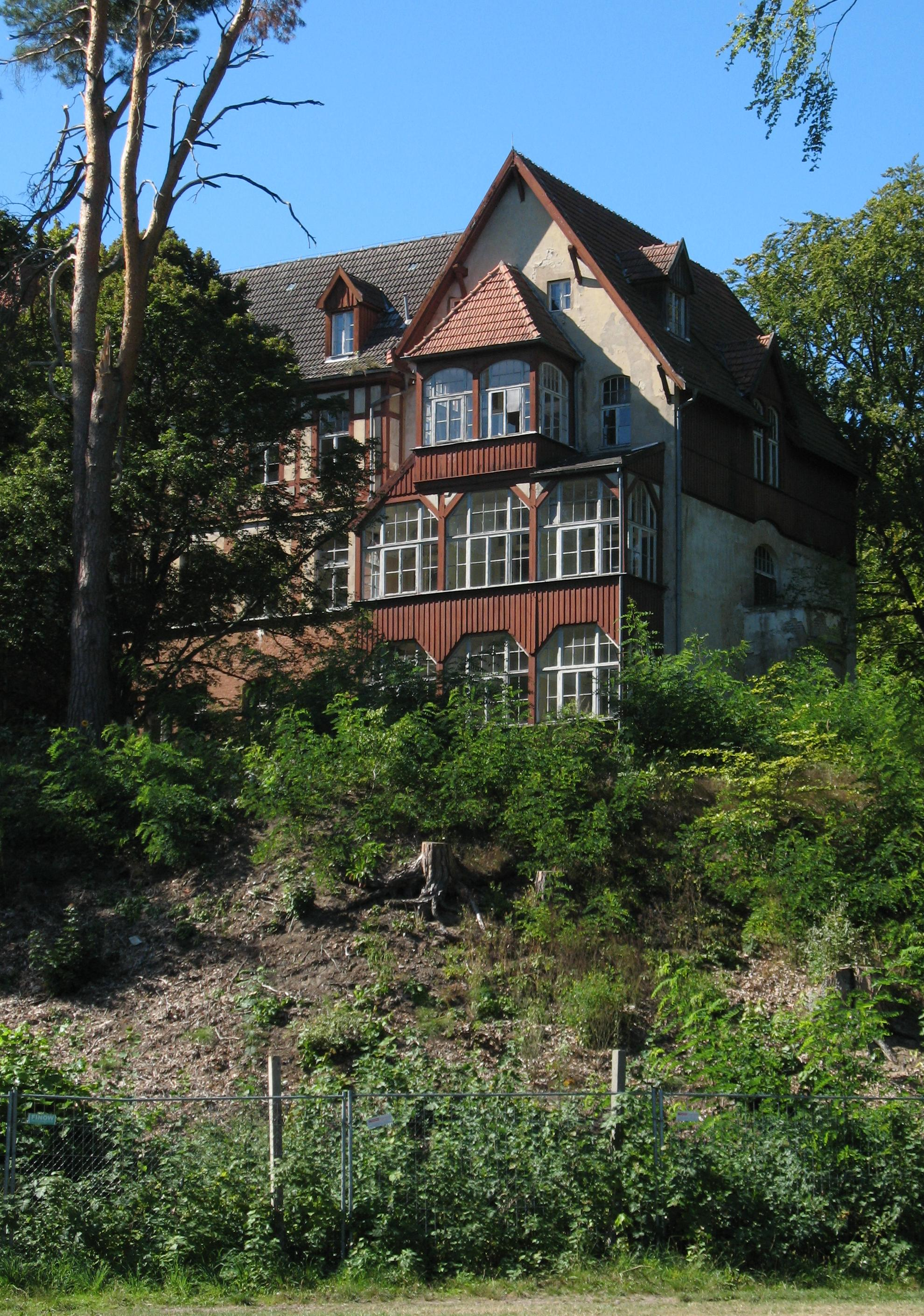
Vrouwenkliniek, genoemd naar keizerin Auguste Viktoria
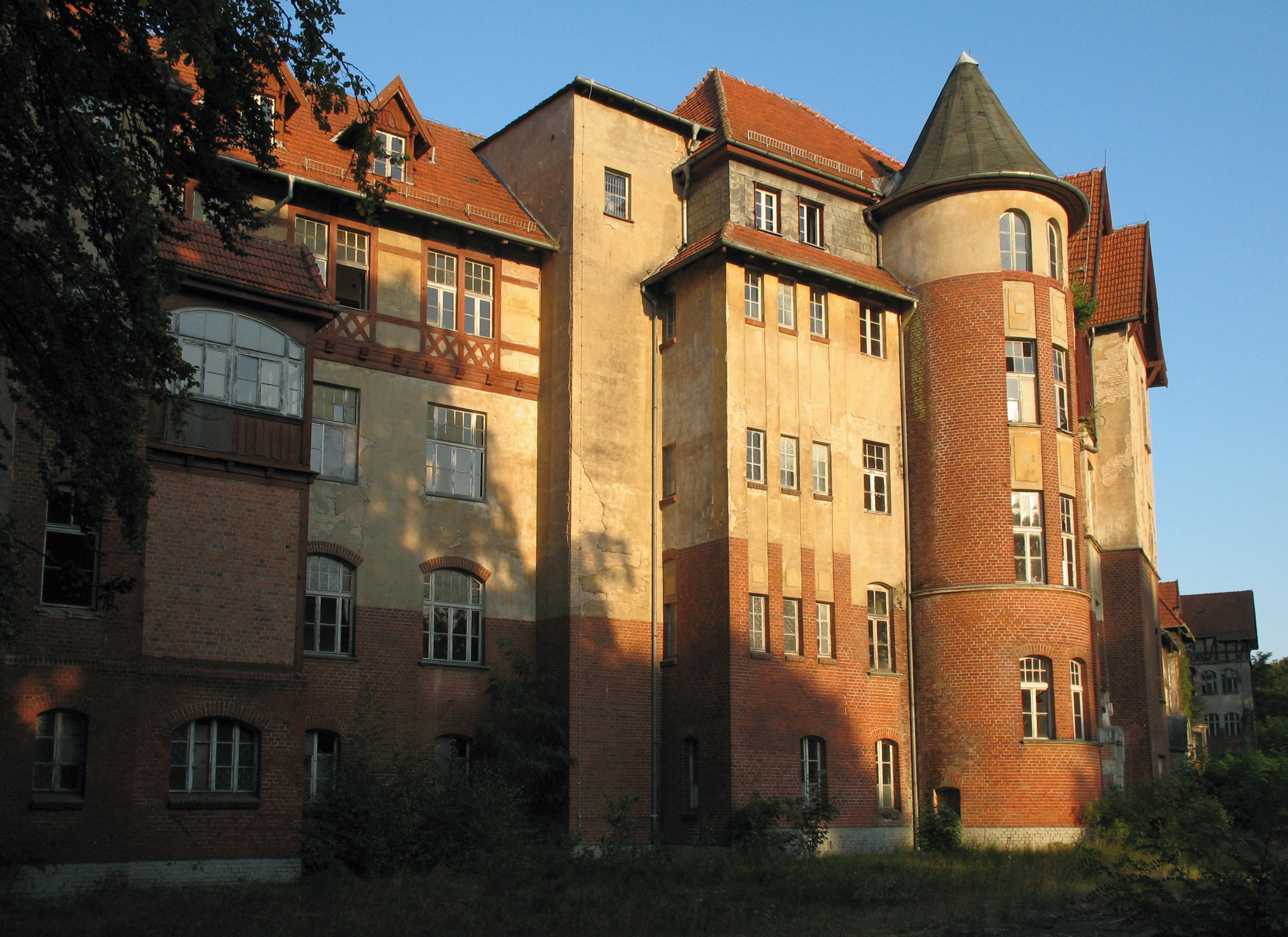
Idem
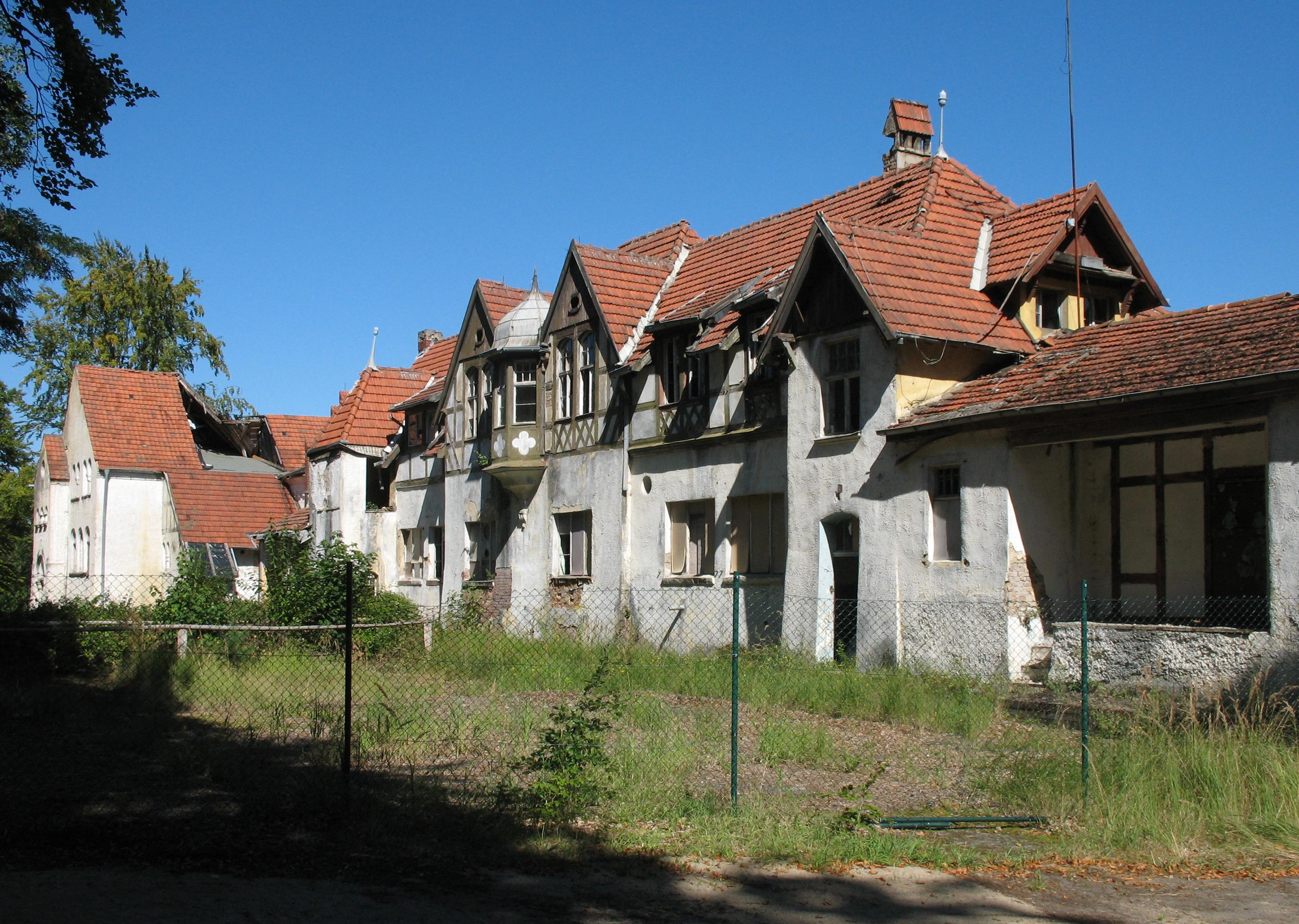
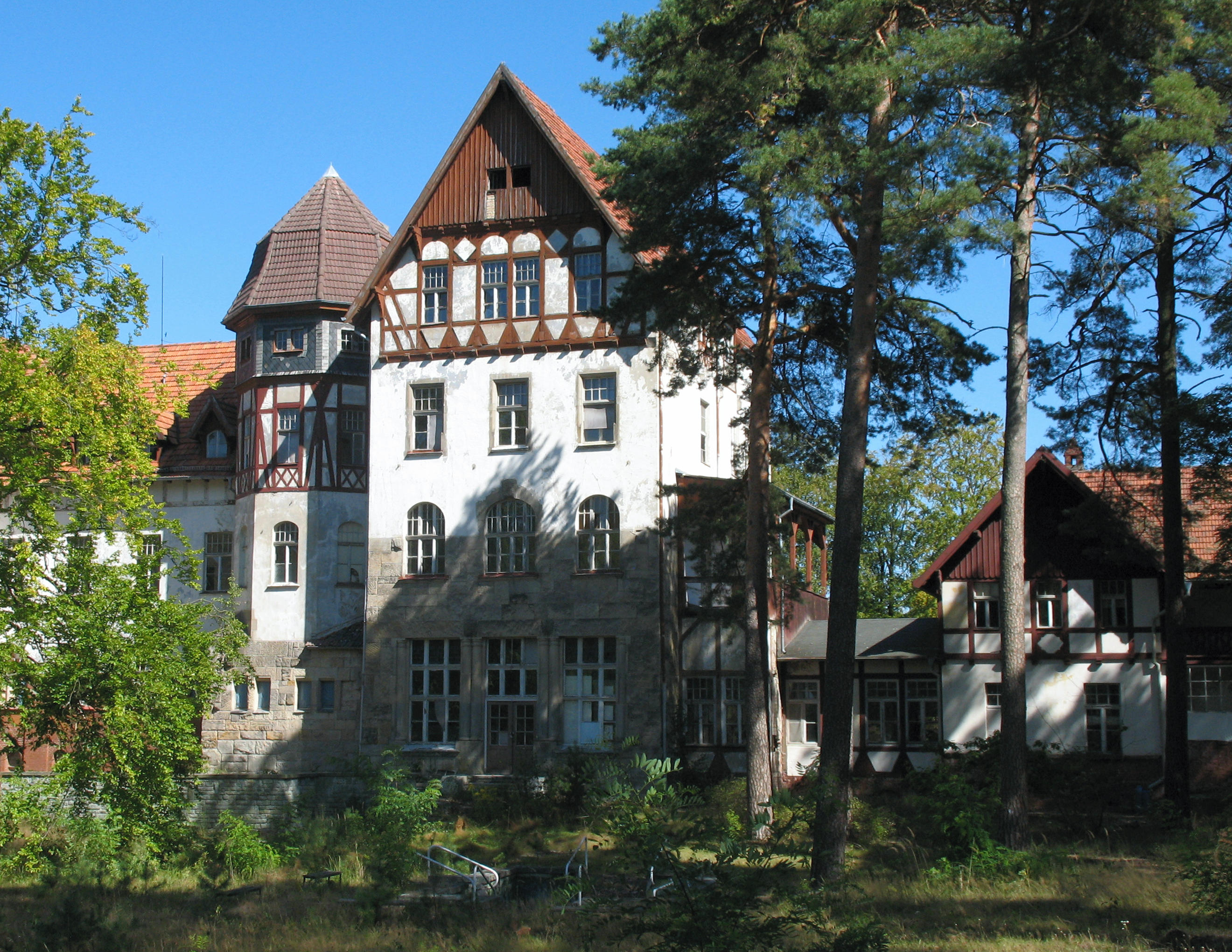
Gebouw 7
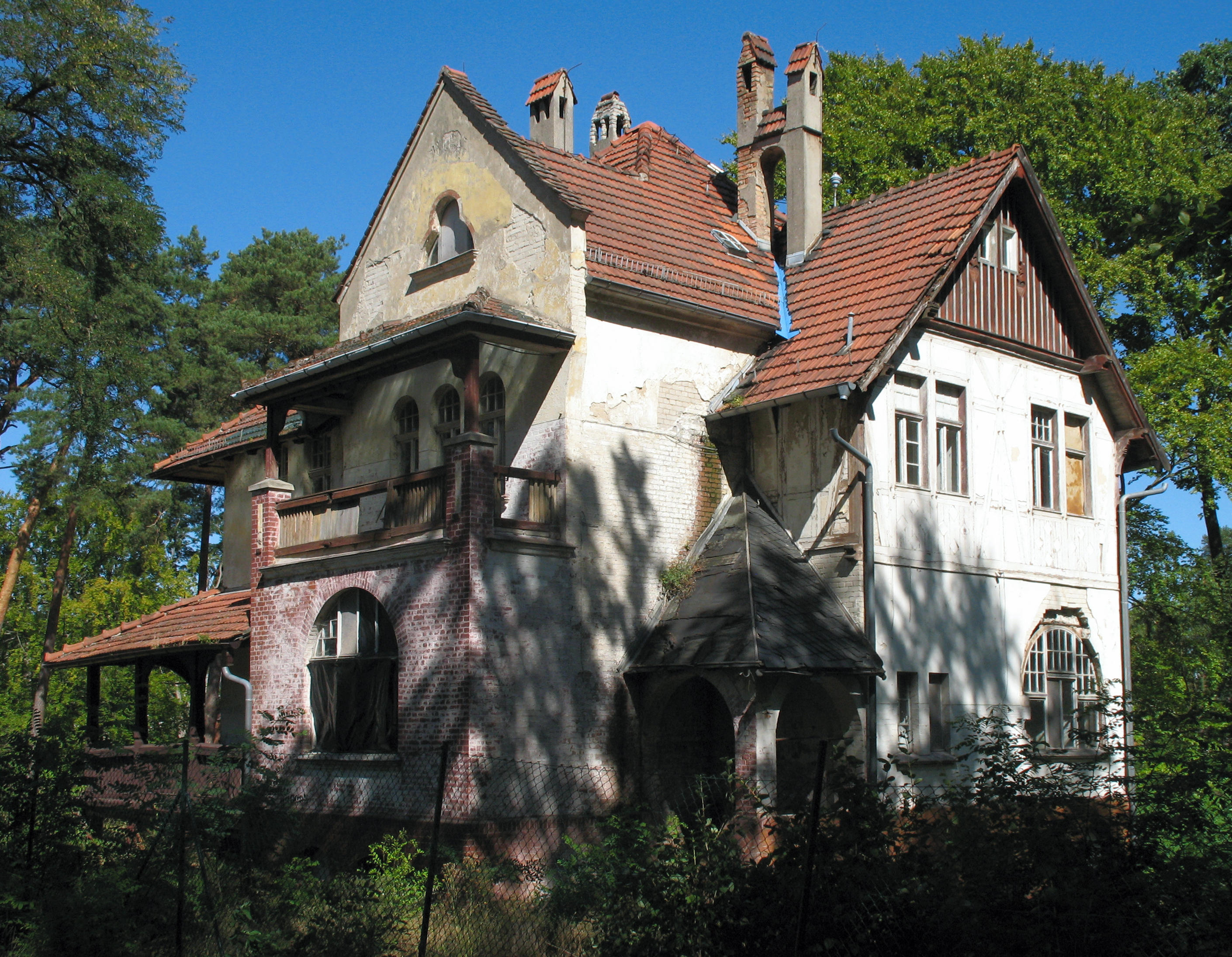
Directeurswoning
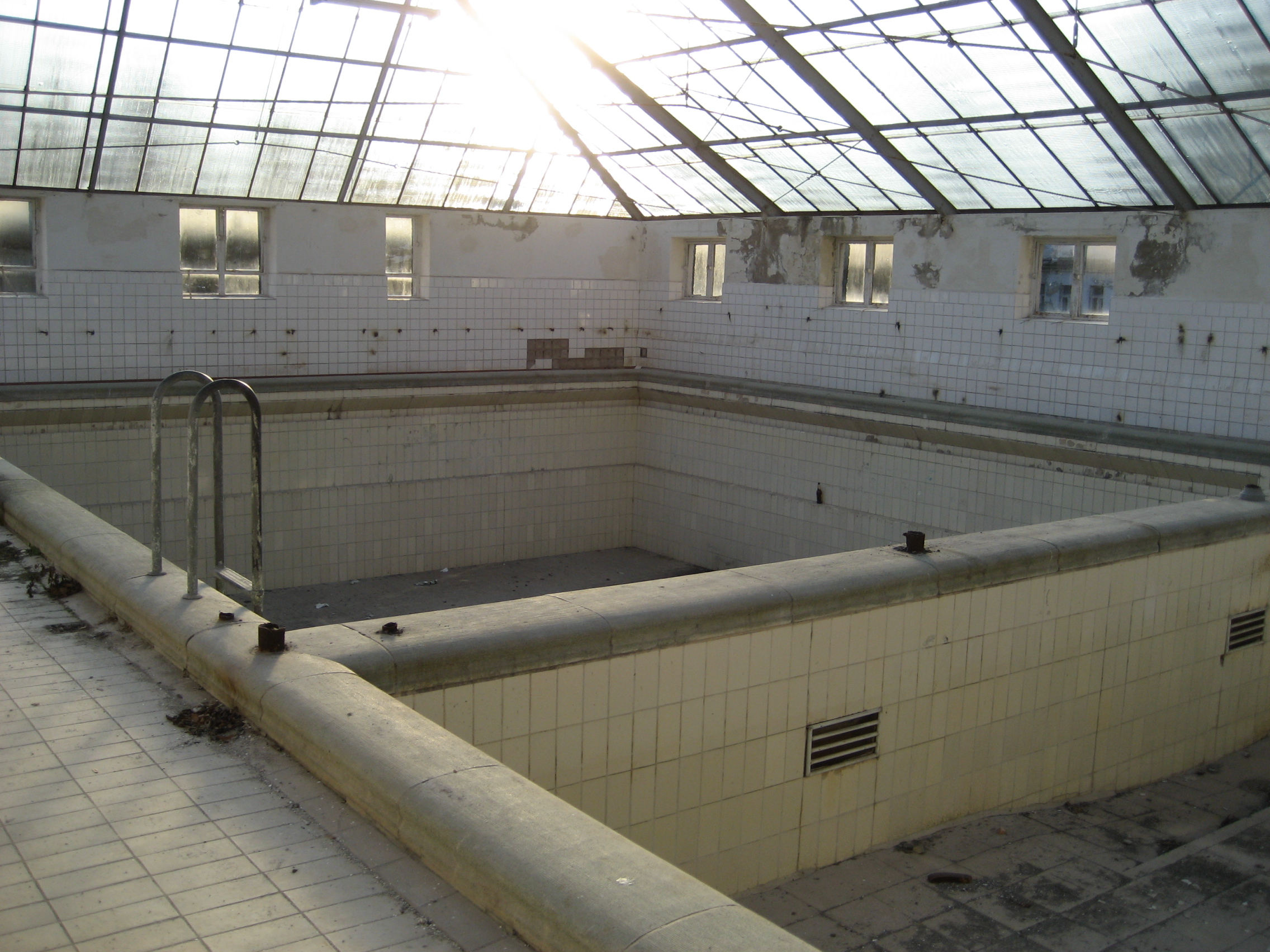
Zwembad in de inrichting
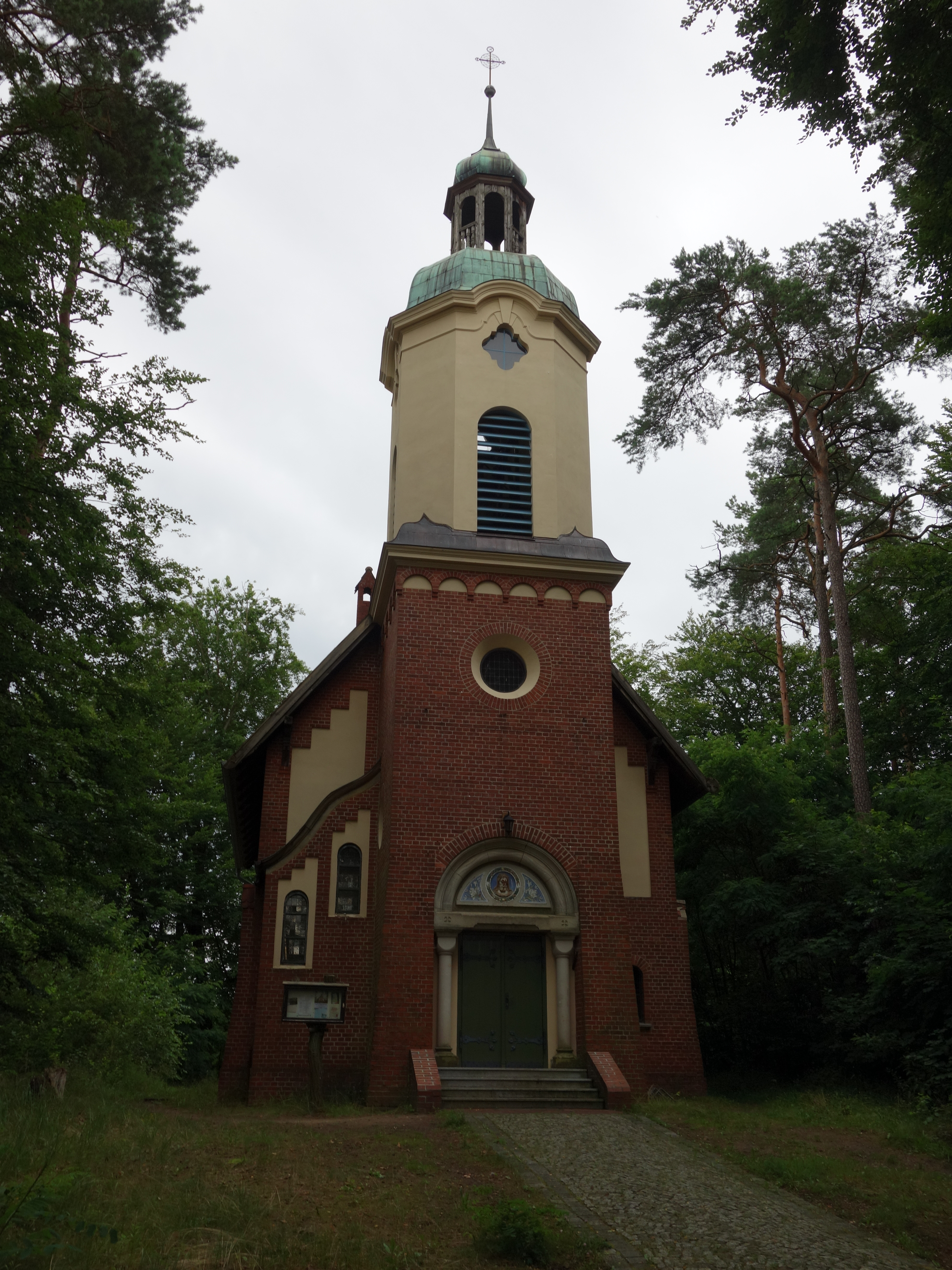
Helena-kapel van de instelling (bouwjaar 1904; in 2004 gerestaureerd; kleinschalige evenementenlocatie)

Lychen is vooral bekend om de sanatoria van Hohenlychen. Deze werden vanaf 1902 door de inspanningen van een zekere Gotthold Pannwitz opgericht,  aanvankelijk,  evenals de Heilstätten van Beelitz (Brandenburg),  als sanatorium voor weinig bemiddelde lijders aan tuberculose. Veel van de hier in deze tijd verpleegden waren kinderen. In de Eerste Wereldoorlog   dienden de gebouwen als lazaret. Omstreeks 1930 werd het een algemeen herstellingsoord,  met als specialisatie de orthopedische behandeling van arbeidsongevallen en sportblessures. In 1935 werd de later als oorlogsmisdadiger ter dood gebrachte Karl Gebhardt geneesheer-directeur van de instelling. Hij werd al spoedig geassisteerd door Ludwig Stumpfegger. Duitse topsporters, vooral voetballers, herstelden er in de jaren tot 1940 o.a. van meniscusletsels. Op dit gebied genoot Hohenlychen internationale faam. Het complex diende in  Nazi-Duitsland echter ook als herstellings- en vakantieoord  voor prominente nazi's. De therapeutische zwembaden en de gymzaal konden desgewenst binnen een dag worden heringericht als luxe-zwembad en bioscoop. Nog steeds is het complex voorzien van o.a. een atletiekbaan.
Na het uitbreken van de Tweede Wereldoorlog werd Hohenlychen weer een lazaret. Berucht echter waren de onmenselijke  en gruwelijke medische experimenten die nazi-artsen onder leiding van  Gebhardt er tot 1945 op gevangenen uit concentratiekampen uitvoerden, o.a. het kamp Ravensbrück. Dit stond slechts 12 km ten westen van Hohenlychen,  aan de oostkant van Fürstenberg/Havel.
In mei 1945 bezetten Sovjet-Russische troepen het complex. In de DDR-periode, van 1949 tot 1990, was het gedeeltelijk een Russisch militair  hospitaal, gedeeltelijk een socialistisch kindervakantieoord en gedeeltelijk een kraamkliniek.
Na de Duitse hereniging kwam het zeer grote gebouwencomplex in gebruik als o.a. school, en als vakantieoord. Het grootste deel kwam echter leeg te staan en raakte in verval. Anno 2020 zijn initiatieven genomen, om zo veel mogelijk van de oude, monumentale gebouwen weer passende bestemmingen te geven. Men beoogt er o.a. huurappartementen,  vakantieappartementen,  een hotel of een  museum te vestigen. Een en ander is echter zeer kostbaar, en de plannen hebben tegenslag  ondervonden door de coronapandemie van 2020-21. Anno 2025 zijn er enkele kleine pensions en luxe hotels in het voormalige sanatoriumcomplex actief, o.a. in twee voormalige artsenvilla's. 

## Toerisme
Lychen bestaat nagenoeg geheel van het toerisme. Het ligt in de toeristische streek Uckermark, bekend om de vele meren en dennenbossen. Lychen zelf heeft een kleine, toeristisch ontwikkelde binnenstad, waar ook enkele historische gebouwen staan. Daaronder is:
- de 13e-eeuwse, evangelisch-lutherse, Johanneskerk met bezienswaardig interieur
- een museum, gewijd aan de houtvlotterij, in de tijd tot 1800 naast de houtvesterij een belangrijke bron van inkomsten

Lychen is omringd door meren, waar faciliteiten aanwezig zijn voor watersport (op de vaarroute Lychener Gewässer, zie kaart, mogen echter ook kleine vrachtschepen varen): 
- in het noordwesten de voor motorboten verboden Wurlsee met aan de oever een grote camping;
- tussen de Wurlsee en het stadje de Nesselpfuhl;
- ten zuidwesten van het stadje de Große Lychensee met o.a. een strandbad; deze is per schip vanaf de rivier de Havel bereikbaar;
- direct ten zuiden van het stadscentrum de Lychener Stadtsee; aan de zuidkant van dit meer ligt Hohenlychen;
- aan de noordoost- en oostkant van het stadje de Oberpfuhl;
- aan de zuidoostkant de meer dan een kilometer lange Zenssee, die verderop overgaat in de Platkowsee.
- Rondom de meren en door de bossen zijn lange wandel- en fietstochten mogelijk. Een regionale langeafstands-fietsroute doet Lychen aan.

## Afbeeldingen

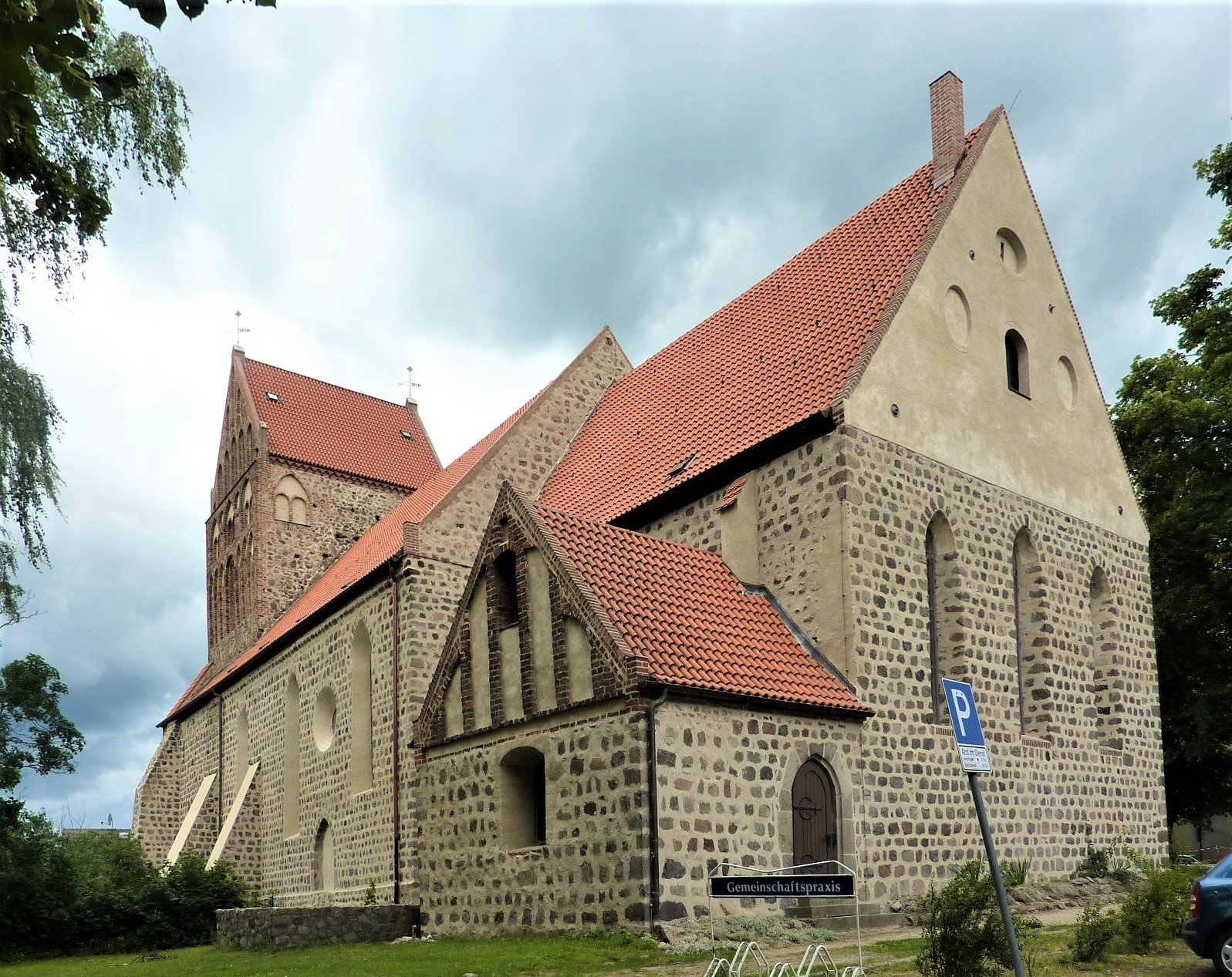
Johanneskerk
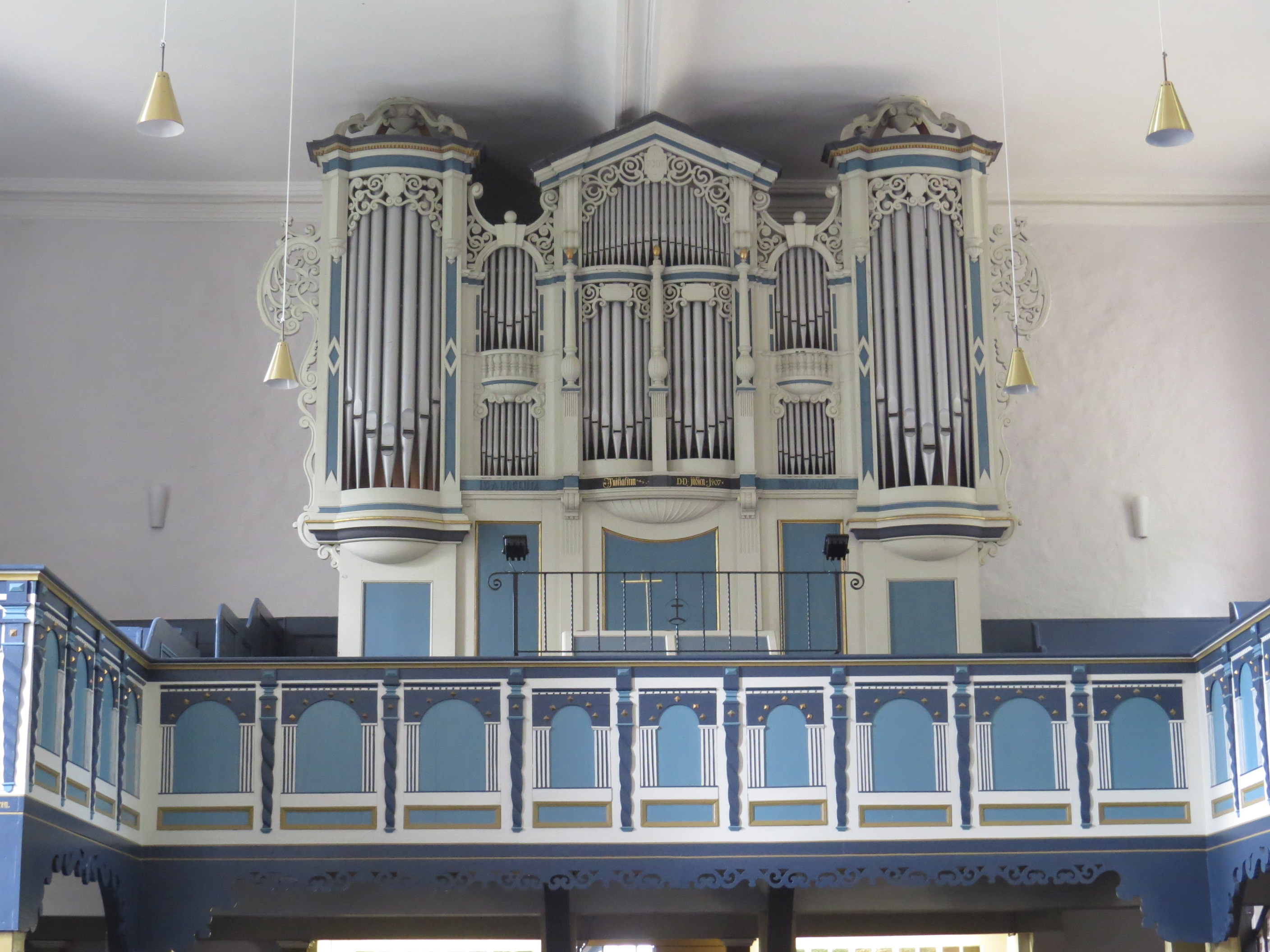
Orgel in deze kerk (1907)
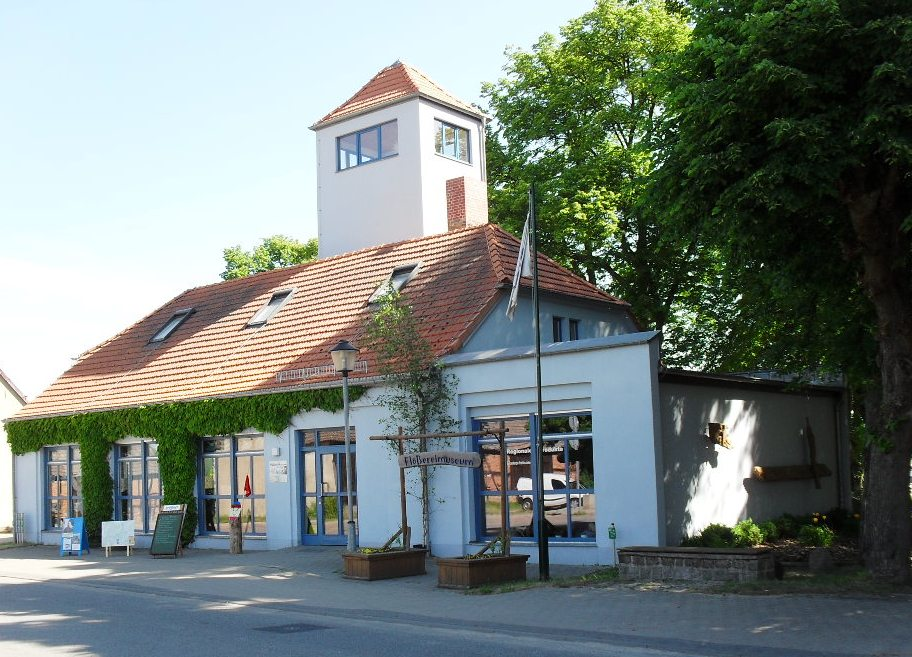
Houtvlotterijmuseum
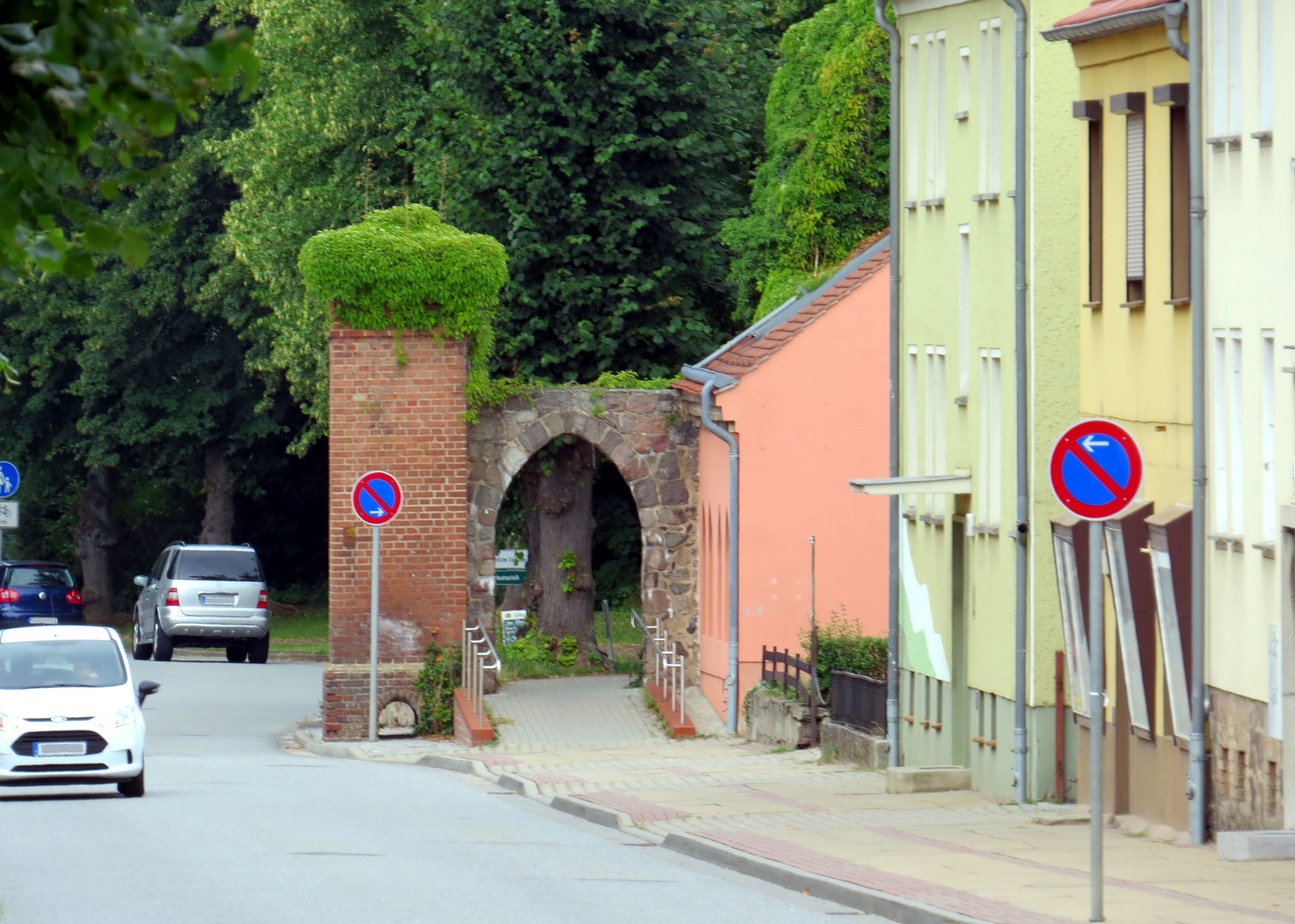
Fürstenberger poortje
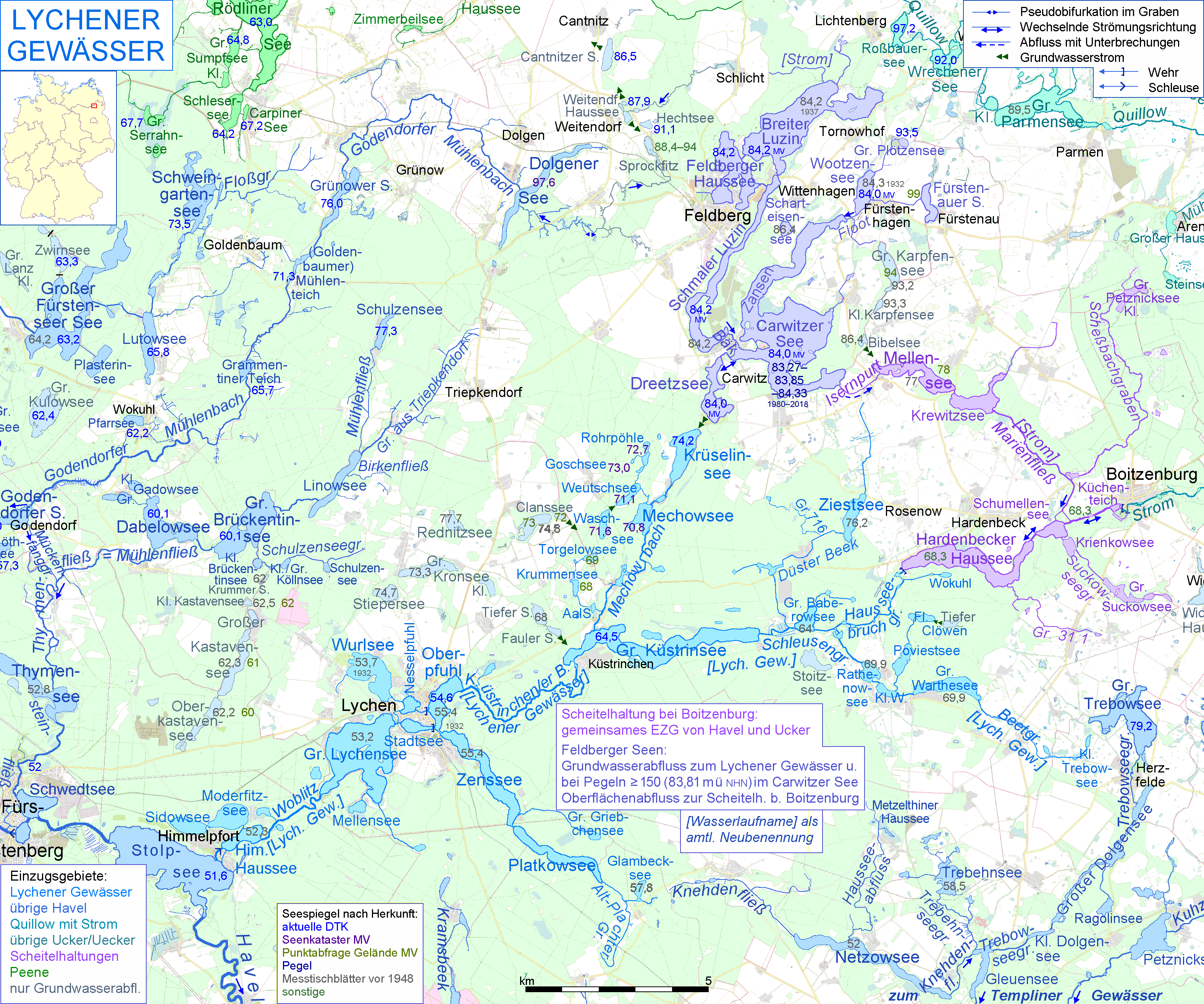
Ligging meren rond Lychen
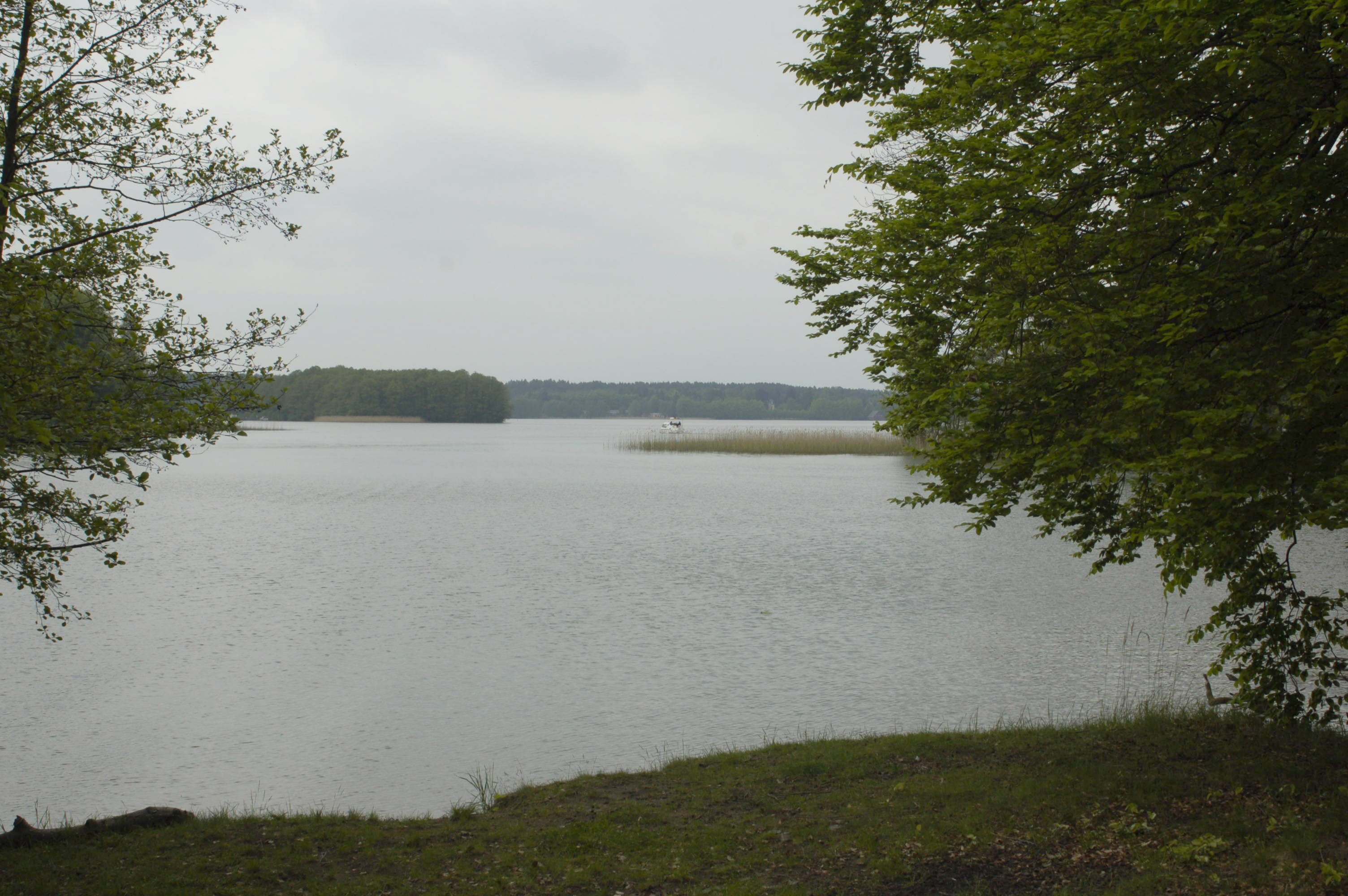
De Große Lychensee
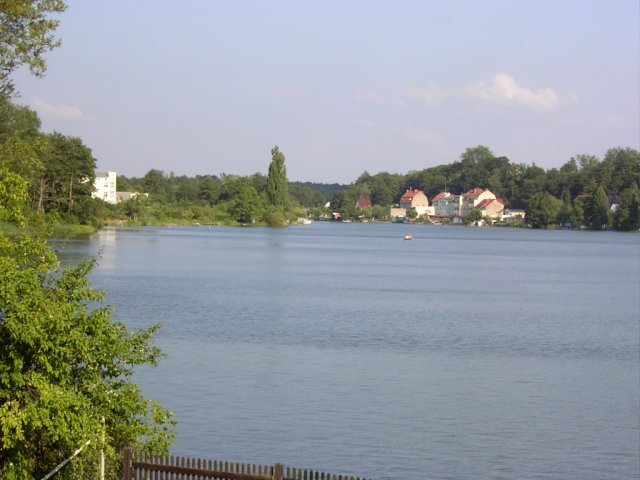
De Stadtsee
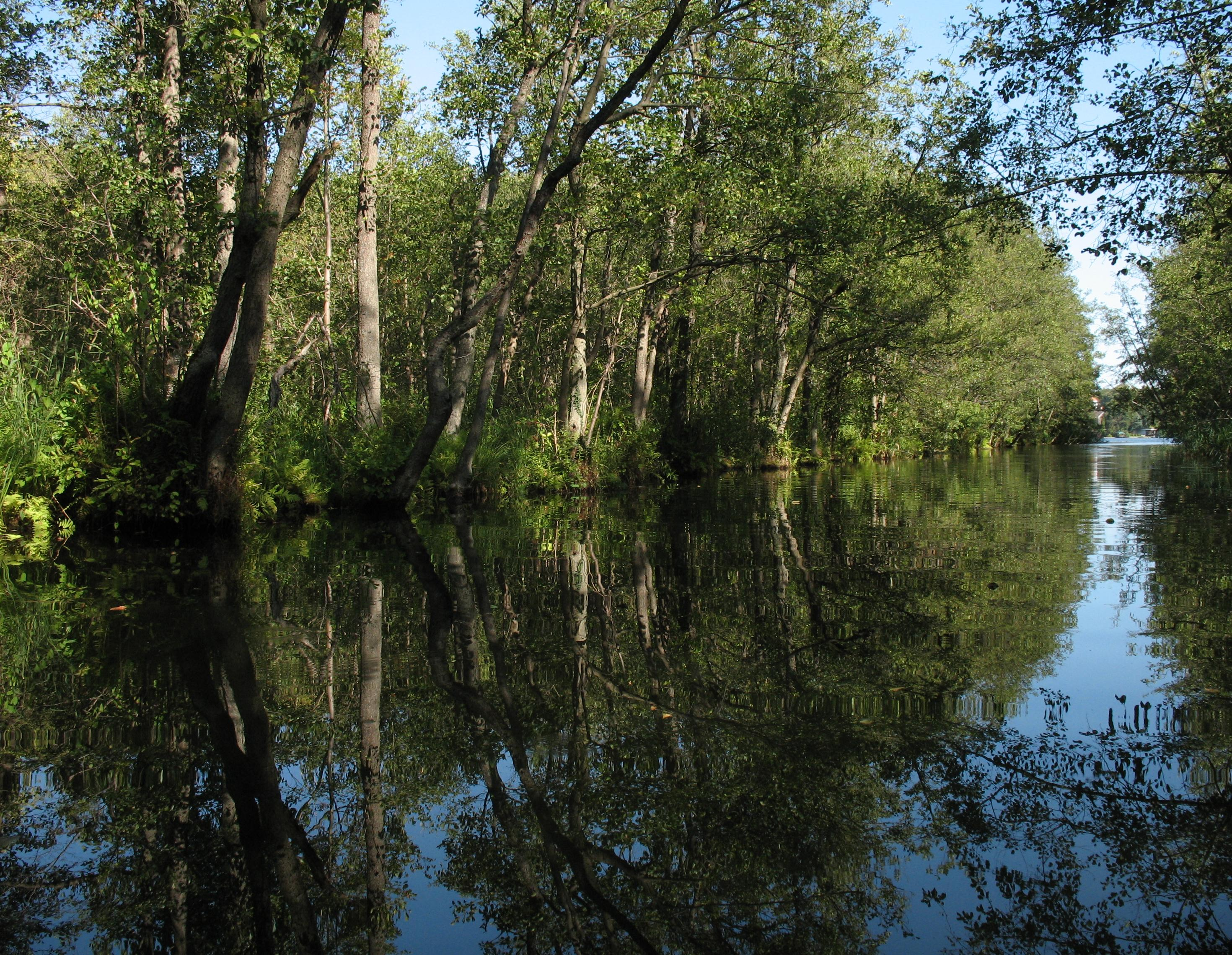
Wurlflut tussen Wurlsee en Nesselpfuhl
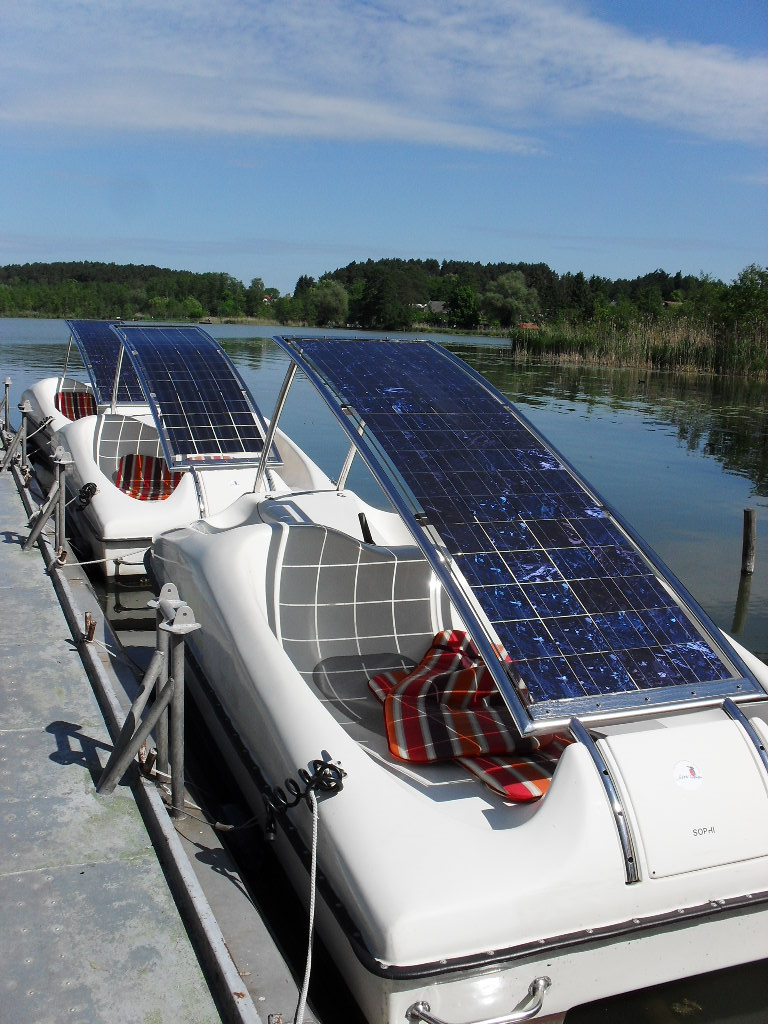
Milieuvriendelijke zonne-motorboten, in Lychen te huur; geen vaarbewijs vereist
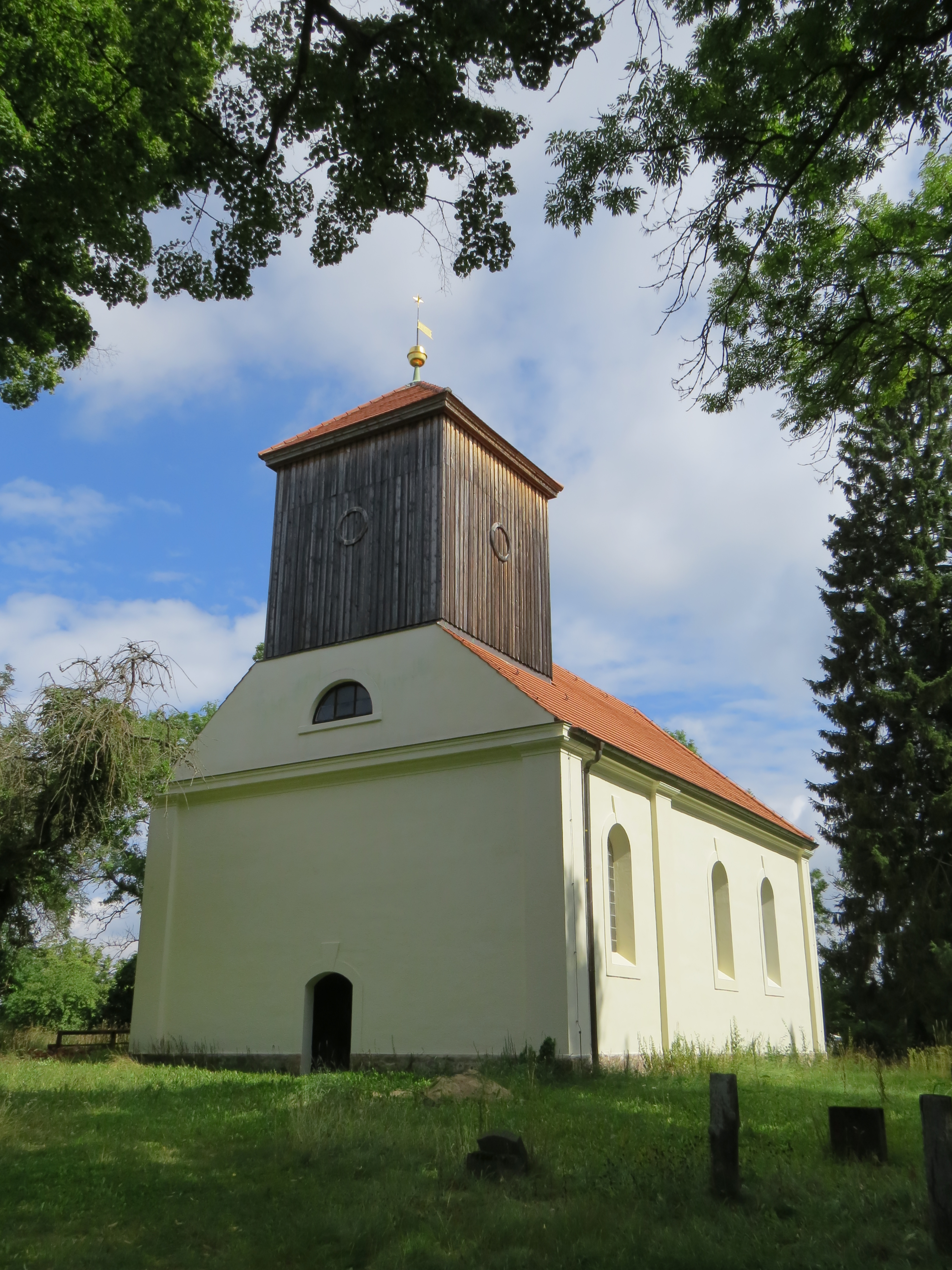
Kerkje van Küstrinchen (1747)
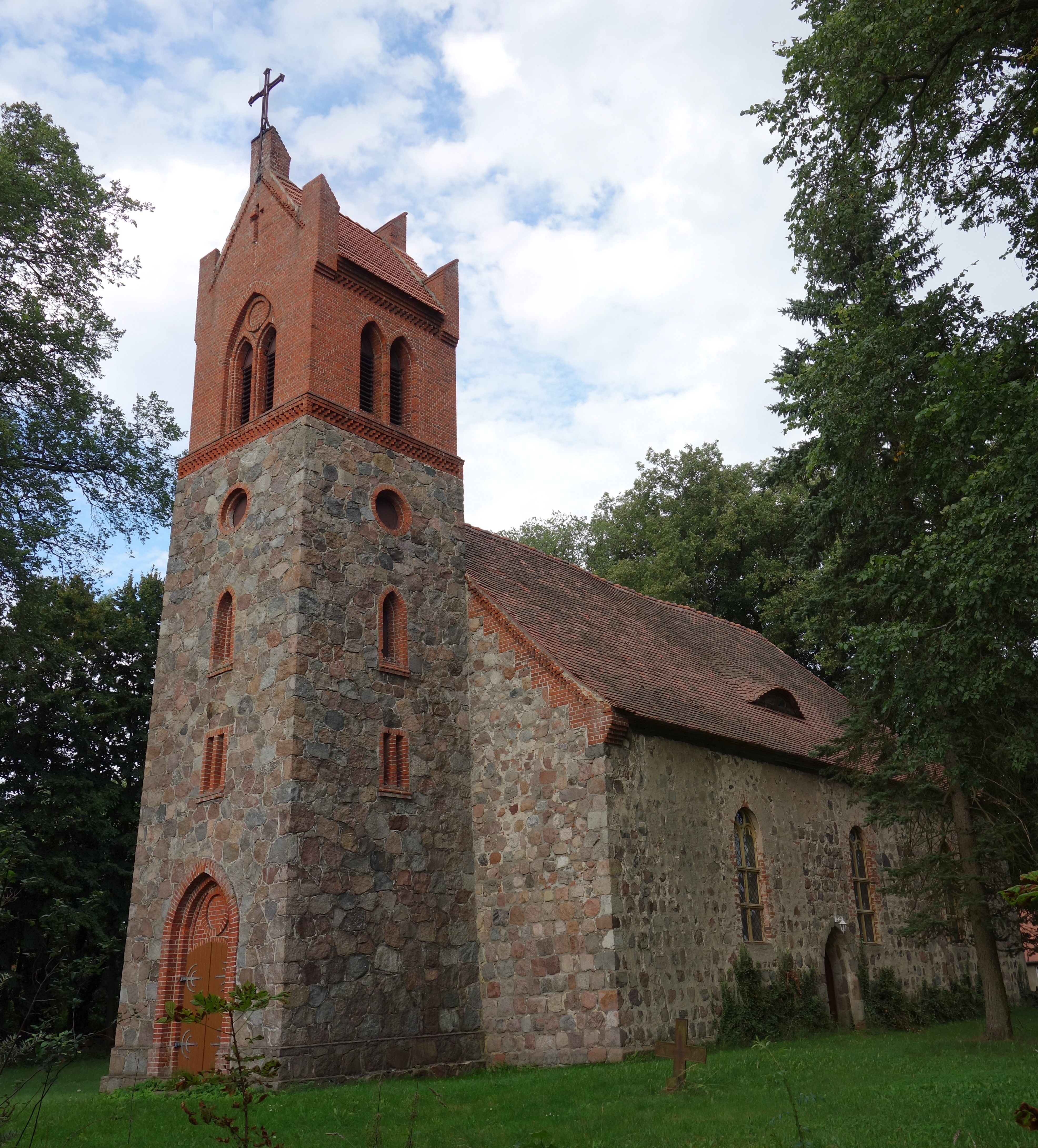
Kerkje van Rutenberg
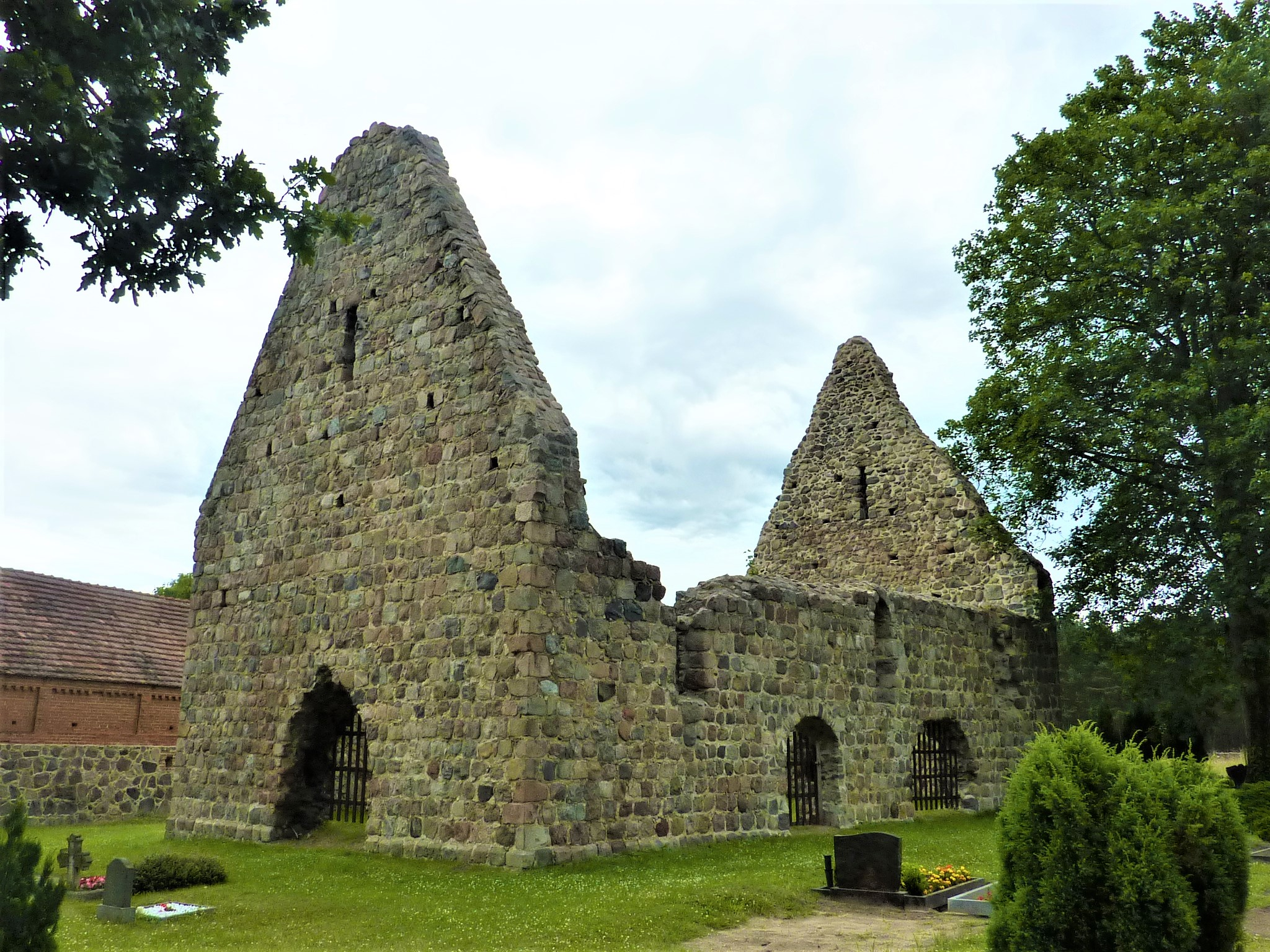
Ruïne van de kerk te Retzow

## Partnergemeenten
Lychen onderhoudt jumelages met:
- Hopsten (Noordrijn-Westfalen)
- Czaplinek (Polen).